# 唐纳德·雪利
唐纳德·沃爾布里奇·「唐」·雪利（英語：Donald Walbridge "Don" Shirley，1927年1月29日—2013年4月6日）是一名美国古典、爵士乐钢琴家和创作家。在1950、1960年代，他為卡丹斯唱片錄製了許多專輯，嘗試在爵士曲風中揉合古典元素。他創作了交響樂、鋼琴與大提琴協奏曲、三首弦樂四重奏、一部獨幕劇、一些管風琴與小提琴作品、一部根據詹姆斯‧喬伊斯1939年的小說《芬尼根的守靈夜》創作的交響詩、以及一系列1858年歌劇《地獄中的奧菲歐》的變奏曲。
雪利於佛羅里達州的彭薩柯拉出生，年輕時為一名優秀的古典鋼琴學生。儘管他早期演奏傳統古典音樂並未獲得太多知名度，卻在融合多種不同音樂風格的工作上取得了成功。
1960年代美国民权运动兴起时，雪利在美国进行巡回演出，他雇用了紐約夜店的門衛托尼‧利普作為駕駛和保鑣，深入美国南方保守州，这段经历在2018年被改编为電影《绿皮书》，由馬赫夏拉·阿里飾演唐納德·雪利，而其優秀的演出也使他獲得第91屆奧斯卡金像獎的最佳男配角獎。

## 生平

### 早年生活
唐納德‧沃爾布里奇‧雪利於1927年1月29日在佛羅里達州的彭薩柯拉出生，父母為牙買加移民，母親Stella Gertrude (1903–1936)是教師，父親Edwin S. Shirley (1885–1982)則為聖公會牧師。
雪利於兩歲時開始學習鋼琴。他曾在維吉尼亞聯邦大學和Prairie View農工大學短暫註冊，隨後在華盛頓特區的美國天主教大學就讀，並於1953年獲得音樂學士學位。他也因擁有兩座榮譽博士學位而被稱作「雪利博士」。
雪利曾至蘇聯的聖彼得堡音樂學院學習鋼琴和音樂理論。根據他的姪子Edwin所言，他的唱片公司錯誤地宣傳他在歐洲學習音樂，以提昇他在「畢業於黑人學校的黑人根本無法成名的地區」所獲得的接受度。

### 1945-1953年
在1945年，年僅18歲的雪利與波士頓交響樂團一同演出了柴可夫斯基的降B大調第一號鋼琴協奏曲。不久後，又與倫敦愛樂樂團一同演出他自己的作品。
在1949年，海地政府邀請雪利於太子港萬國博覽會演出，總統和大主教也邀請他於博覽會隔周再進行一次表演。
雪利與Jean C. Hill於1952年12月23日在伊利諾斯州的庫克縣結婚，但隨後離婚。
由於對黑人古典音樂家缺乏機會的處境感到沮喪，雪利一度放棄鋼琴職涯，轉而至芝加哥大學研讀心理學，並在芝加哥從事心理學家工作。其後他回到音樂界，並獲得一筆補助金以研究音樂與戰後爆發的青少年犯罪的關係。他在一間小俱樂部演出，並實驗觀眾對於聲音會有什麼回應。觀眾對此實驗渾然不覺，而學生則被安排在台下以測量他們的反應。

### 1954-2013年
1954年，應亞瑟‧費德勒之邀，雪利與波士頓流行管弦樂團同台演出。1955年，他與NBC交響樂團在卡內基大廳，為艾靈頓的鋼琴協奏曲表演揭開序幕。他也曾在電視綜藝節目Arthur Godfrey and His Friends中登場。
雪利的首張個人專輯是由卡丹斯唱片所發行的Tonal Expressions，其於1955年的告示牌專輯排行榜排名第14名。在1950、1960年代，他為卡丹斯唱片錄製了許多專輯，嘗試在爵士曲風中揉合古典元素。在1961年，他的單曲Water Boy在告示牌單曲百大排行榜中排名第40，並一直留在榜單上達14周之久。艾靈頓公爵曾在紐約的Basin Street East偶然聽到他的演出，兩人因此成為朋友。
於1960年代，雪利開始了一系列的巡迴演出，其中有些在美國南方，他相信可以藉由自己的演出來改變人們的觀念。在他1962年的首次演出，他雇用了紐約夜店的門衛托尼‧利普作為駕駛和保鑣，這段經歷在2018年被改編為電影《幸福綠皮書》，片名來自於實施種族隔離的南方的黑人旅行指南書。這部電影爭議性地描繪了雪利與原生家庭和其他非裔美國人疏遠，而雪利仍在世的家人對此表達抗議，他們表示雪利參與了非裔美國人民權運動、1965年從賽爾瑪到蒙哥馬利的示威、並且結識其他非裔藝術家與意見領袖。他有三個兄弟，並且一直與他們保持聯絡。作家David Hajdu於1990年代與雪利相識並成為好友，他表示：「雪利本人與馬赫夏拉·阿里在電影中所扮演一絲不苟的優雅形象落差很大，他理性卻帶有一股使人放下敵意的草莽、反覆無常、自我防衛、無法忍受凡事有一點瑕疵，尤其是音樂。他複雜且難以被歸類，如同他獨樹一幟的音樂一般。」
在1968年，雪利與底特律管弦樂團一同演出柴可夫斯基的協奏曲。他也與芝加哥交響樂團和國家交響樂團合作演出，為紐約愛樂樂團和費城交響樂團創作交響樂，並在米蘭斯卡拉大劇院，於獻給喬治‧格什溫節目中的管弦樂擔任獨奏。俄國作曲家斯特拉文斯基評論雪利：「他精湛的技藝配得上神。」

### 去世
雪利於2013年4月6日死於心臟病，享年86歲。

## 作品
- Tonal Expressions (Cadence, 1955)
- Orpheus in the Underworld (Cadence, 1956)
- Piano Perspectives (Cadence, 1956)
- Don Shirley Duo (Cadence, 1956)
- Don Shirley with Two Basses (Cadence, 1957)
- Improvisations (Cadence, 1957)
- Don Shirley (Audio Fidelity, 1959)
- Don Shirley Solos (Cadence, 1959)
- Don Shirley Plays Love Songs (Cadence, 1960)
- Don Shirley Plays Gershwin (Cadence, 1960)
- Don Shirley Plays Standards (Cadence, 1960)
- Don Shirley Plays Birdland Lullabies (Cadence, 1960)
- Don Shirley Plays Showtunes (Cadence, 1960)
- Don Shirley Trio (Cadence, 1961)
- Piano Arrangements of Spirituals (Cadence, 1962)
- Pianist Extraordinary (Cadence, 1962)
- Piano Spirituals (1962)
- Don Shirley Presents Martha Flowers (1962)
- Drown in My Own Tears (Cadence, 1962)
- Water Boy (Columbia, 1965)
- The Gospel According to Don Shirley (Columbia, 1969)
- Don Shirley in Concert (Columbia, 1969)
- The Don Shirley Point of View (Atlantic, 1972)[24]
- Home with Donald Shirley (2001)
- Don Shirley's Best (Cadence, 2010)

## 外部連結
- . audiophileaudition.net.   [2019-02-26]. （原始内容存档于2007-09-28）.
- . bsnpubs.com.   [2019-02-26]. （原始内容存档于2020-06-05）.